# Skibsklarerergaarden
Skibsklarerergaarden er et kulturhistorisk museum i Helsingør, der beskæftiger sig med Øresundstolden og dens betydning for byen. Det er indrettet i byens bedst bevarede købmands- og skibsklarerergård, der i sin nuværende form stammer fra 1780. I stueetagen findes butik og baglokale indrettet som i 1809 under sundtolden, og første sal er indrettet som bolig for købmanden i huset omkring slutningen af 1700-tallet.
Butikken har gratis adgang, mens der kun er adgang til resten af museet mod entré. Man kan efter aftale bede om guidede rundvisninger, eller vælge at gå på opdagelse selv med den udleverede brochure Museet er en del af Museerne Helsingør.

## Historie
Restauratør Søren Fisker købte ejendommen i 1993. Herefter restaurerede Nationalmuseet bygningen fuldstændigt med henblik på at etablere et museum.
I 2000 blev huset overtaget af Bjarne Rasmussen, der efterfølgende lejede det ud til Helsingør Kommune, så de kunne oprette museet. Med støtte fra Nationalmuseet indrettede man førstesalen som bolig i 2006.
I gården er der oprettet et lille bryggeri, Wiibroes venner, som er en forening. Man kan bestille prøvesmagninger, men ikke købe øl her. 